# Gissey-le-Vieil
Gissey-le-Vieil település Franciaországban, Côte-d’Or megyében. Lakosainak száma 104 fő (2022. január 1.). Gissey-le-Vieil Beurizot, Soussey-sur-Brionne, Thorey-sous-Charny, Blancey és Éguilly községekkel határos.

## Népesség
A település népességének változása:
| Lakosok száma | 128  | 72   | 74   | 106  | 104  | 110  | 113  | 108  | 105  | 104  |
|               | 1968 | 1982 | 1990 | 2006 | 2013 | 2015 | 2017 | 2019 | 2020 | 2022 |